# Bāgh Chaleh
Bāgh Chaleh (persiska: باغ چله, بَغجَلِه, باغ شالِه, داق شالِه, باغچِلِه) är en ort i Iran.   Den ligger i provinsen Kurdistan, i den nordvästra delen av landet, 400 km väster om huvudstaden Teheran. Bāgh Chaleh ligger 1 727 meter över havet och antalet invånare är 525.
Terrängen runt Bāgh Chaleh är platt åt nordost, men åt sydväst är den kuperad. Bāgh Chaleh ligger nere i en dal som går i öst-västlig riktning. Runt Bāgh Chaleh är det ganska glesbefolkat, med 23 invånare per kvadratkilometer. Närmaste större samhälle är Golāneh, 18,0 km väster om Bāgh Chaleh. Trakten runt Bāgh Chaleh består i huvudsak av gräsmarker.